# Харолд Макмилан
Морис Харолд Макмилан (на английски: Maurice Harold Macmillan; 1894 – 1986; от 1984 г. 1-ви граф на Стоктън, на английски: 1st Earl of Stockton) е британски политик-консерватор, 65-и министър-председател на Великобритания от 1957 до 1963 г.
Макмилан възстановява специалната връзка на Великобритания със САЩ след Суецката криза (в която той има участие) и преначертава световната карта, деколонизирайки Субсахарска Африка. Пренастройвайки отбраната на страната така, че да е в крак с реалността на ядрената епоха, той слага край на задължителната военна служба, подсилва ядрените сили, снабдявайки страната с ракети Поларис и поставя началото на преговорите за ядрено разоръжаване заедно със САЩ и СССР. Разпознавайки опасностите на стратегическата зависимост, той търси нова роля за Великобритания в Европа, но нежеланието му да разкрие американските ядрени тайни на Франция води до френско вето върху кандидатурата на Великобритания за Европейската общност.
Неговата историческа реч „Wind of change“ (Вятърът на промяната) в Кейптаун, се счита за крайъгълен камък в процеса на деколонизация. Той я произнася пред парламента на Южна Африка на 3 февруари 1960 г. Преди това е пропътувал около месец из британските колонии и застъпва позицията, че консервативното правителство възнамерява да даде независимост на много от тези територии. В Африка това се осъществява през 1960-те години.
Макмилан е последният британски премиер, роден по време на управлението на кралица Виктория, последният, служил в Първата световна война, последният, имащ мустаци докато заема длъжността си, и последният, комуто е дадена титлата наследствен пер.